# غرانت نيكولاس
غرانت نيكولاس (بالإنجليزية: Grant Nicholas)‏ هو مغني وملحن وعازف قيثارة ومهندس الصوت وكاتب أغاني بريطاني، ولد في 12 نوفمبر 1967 في نيوبورت في المملكة المتحدة.

## وصلات خارجية
- الموقع الرسمي
- غرانت نيكولاس على موقع IMDb (الإنجليزية)
- غرانت نيكولاس على موقع ميوزك برينز (الإنجليزية)
- غرانت نيكولاس على موقع ديسكوغز (الإنجليزية)